# 宮城交通川崎案内所
宮城交通川崎案内所（みやぎこうつうかわさきあんないしょ）は、かつて宮城県柴田郡川崎町前川北原にあった宮城交通の案内所。2015年12月5日をもって閉鎖。

## 概要
川崎町の中心街からやや外れた場所にあり、川崎町における定期券販売窓口となっていた。
以前は現在の川崎裏丁にあり、宮城交通トラベル（現・宮交観光サービス）川崎案内所としてJR券や旅行商品などの取次販売を行っていたが、宮城交通トラベルの業務縮小に伴いそれらの取扱いは廃止。最末期は、宮城交通運転士OBが窓口業務を受託していた。
案内所は事務室・乗務員休憩室のほか、3人ほどでいっぱいになる待合室があり、そこに窓口がある。営業時間は平日の8時30分から16時00分までで、定期券・メルシーカードのみ取り扱っていた。
宮城交通運営前は陸前川崎駅として運営を行っていた。川崎町は山形市と仙台市の中間にある立地条件から、宿場町として栄えた。

## 沿革
- 1928年（昭和3年）4月15日 - 島津伊平が川崎村（現・川崎町）- 生出村（現・仙台市太白区）赤石間に乗合自動車を開業。
- 1934年（昭和9年）2月13日 - 仙南温泉軌道が買収。
- 1937年（昭和12年）8月25日 - 仙南温泉自動車に社名変更。
- 1943年（昭和18年）4月1日 - 企業統合により、仙南交通自動車が社名変更。
- 1959年（昭和34年）7月1日 - 秋保電気鉄道との会社合併により、仙南交通に社名変更。
- 1970年（昭和45年）10月1日 - 宮城バス・宮城中央バスとの合併により、宮城交通が発足。川崎案内所となる。
- 1995年（平成7年）ごろ - 場所を川崎町前川字裏丁より川崎町前川字北原へ移す。
- 2015年（平成27年）12月5日 - この日をもって閉鎖。[1]

## 発着路線
停留所名は「川崎」。バスは行き先に関わらず待合室前に停車する（基本的に当停留所で時間調整を行う）。発車時刻表・主要停留所運賃表は待合室内に掲示している。
- 宮城交通秋保線
  - 仙台駅前 - 長町駅 - 川崎
  - 仙台駅前行
- ミヤコーバス川崎線
  - 大河原駅 - 村田営業所 - 川崎
  - 村田経由大河原駅行

大河原・村田方面からのバスは当停留所が終点となる。

## 廃止路線
- 本砂金線
  - 　川崎（旧）- 朴の木
- 笹谷線
  - 　川崎（旧）- 野上かみ - 笹谷
- 秋保線
  - （仙台駅前 - ）野上入口 - 青根温泉

※すべて川崎町民バスに移管。

## その他
- 仙台発野上行最終便は野上かみ到着後、仙台営業所まで回送運行するため、当案内所での滞泊行路はない。なお2008年10月15日までは村田駐在所所管であったが、この時代も野上かみ到着後は村田まで回送していた。
- 2000年代前半までは村田営業所川崎駐在として乗務員配置もあり、村田営業所所属の車両が常駐していた。
- 川崎町民バス「川崎駅」停留所があり、各方面へ接続している。

## 参考資料
- 全国乗合自動車総覧（昭和9年、鉄道省）
- 宮城のバス路線ご案内（1982年、宮城県バス協会）